# 153
153 (CLIII na numeração romana) foi um ano comum do século II do Calendário Juliano, da Era de Cristo, a sua letra dominical foi A (52 semanas), teve início e fim num domingo.
| Ano completo                    |
| ------------------------------- |
| Ano comum com início ao domingo |